# Nasar
Nasar (Νάσαρ), batizado originalmente Basílio (em grego: Βασίλειος; romaniz.: Basíleios), foi um importante líder militar do Império Bizantino durante as guerras bizantino-árabes da segunda metade do século IX.

## Vida

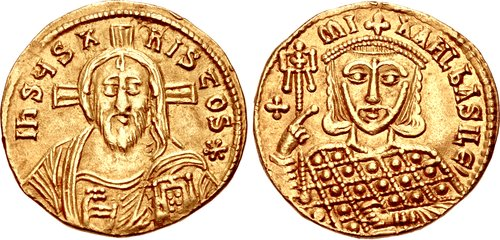
Soldo de r.

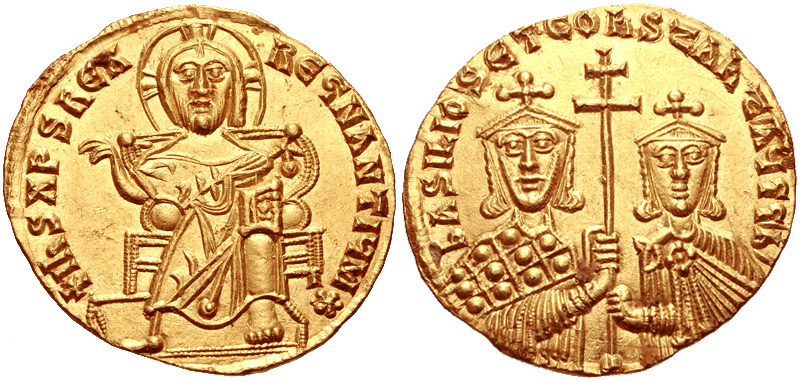
Soldo de

Pouco se sabe sobre a família de Nasar. Tinha um irmão chamado Barsanes e seu pai, Cristóvão, detinha o alto posto de magistro. Sob o imperador Miguel III, o Ébrio (r. 842–867), foi nomeado estratego do Tema Bucelário, um dos maiores e mais importantes dos temas do Império Bizantino. Nesta função, juntamente com o patrício Petronas, participou da Batalha de Lalacão em 863, na qual os bizantinos infligiram uma decisiva derrota sobre o emir de Melitene Ambros. Ao retornar para Constantinopla, os dois generais celebraram um triunfo no Hipódromo.
Em 879 ou 880, Nasar substituiu Nicetas Orifa como drungário da frota, comandante da marinha bizantina baseada na capital imperial, e foi enviado pelo imperador Basílio I, o Macedônio (r. 867–886) para lutar contra a frota do Emirado Aglábida que estava atacando as ilhas Jônicas. Esta frota continha 140 (de acordo com as fontes árabes) ou 45 (de acordo com as bizantinas) naus. Um motim entre os remadores forçou-o a aportar por um tempo em Metoni até que a disciplina fosse restaurada. Então seguiu adiante e obteve uma importante vitória numa batalha noturna contra os aglábida com ajuda do fogo grego. Nasar então atacou a Sicília, capturando muitos navios árabes e enchendo os porões de mercadorias e saques. Por conta disso, relata-se que o preço do óleo de oliva em Constantinopla caiu abruptamente.
Nasar em seguida apoiou as operações do exército bizantino sob os generais Procópio e Leão Apostipes no sul da península Itálica, derrotando outra frota aglábida na costa de Punta Stilo; ao mesmo tempo, outro esquadrão bizantino conseguiu uma importante vitória em Nápoles. Estas vitórias foram cruciais para a recuperação do controle bizantino na região (que seria a base do futuro Catapanato da Itália), compensando, em parte, a perda da Sicília após a queda de Siracusa em 878.